# Rousserolle de la Ligne
Acrocephalus aequinoctialis
Espèce
Statut de conservation UICN

 EN B1ab(i,iii,v) : En danger
La rousserolle de la Ligne, appelée en gilbertin bokikokiko (Acrocephalus aequinoctialis), est une espèce de fauvette de la famille des Acrocephalidae.

## Distribution
Cette espèce ne vit que dans la république des Kiribati, où c'est le seul oiseau terrestre. Endémique de l'archipel des îles de la Ligne, elle vit notamment sur l'île Christmas.

## Description morphologique
Cet oiseau, qui en moyenne mesure 15 cm de longueur et pèse environ 20 g, est gris olivâtre sur le dessus, avec les côtés du cou et les scapulaires gris. De nombreuses plumes présentent une bordure blanche, notamment au niveau du croupion et du dessous de la queue. Le dessous est gris très clair. Il n'existe pas de dimorphisme sexuel chez cette espèce. Les juvéniles sont plus gris que les adultes.

## Systématique
Décrite en 1790 par John Latham, médecin, naturaliste et écrivain britannique, sous l'appellation Sylvia aequinoctialis, cette espèce a été rebaptisée Acrocephalus aequinoctialis.

### Sous-espèces
Il existerait deux sous-espèces de Rousserole de la Ligne,:
- Acrocephalus aequinoctialis aequinoctialis Latham, 1790, qui vit sur l'île Christmas ;
- Acrocephalus aequinoctialis pistor Tristram, 1883, qui vit sur les îles Teraina et Tabuaeran (mais sur cette dernière, il n'a pas été observé depuis 1972)[1].

## Philatélie
Les Kiribati ont émis un timbre-poste de 12 cents  consacré au Christmas Island Warbler, Conopoderas aequinoctialis (sic).

### Multimédia
- Vidéo IBC (Internet Bird Collection)